# Johannes Gandil
Johannes Gandil, född 21 maj 1873, död 7 mars 1956, var en dansk fotbollsspelare och -ledare.
Gandil var 1893 en av grundarna till den danska fotbollsklubben B.93, och han var från 1905 styrelseledamot i klubben. Från 1923 var han även styrelseledamot i Dansk Boldspil Union. Åren 1903–1910 var han högerytter i B.93, och han deltog i första matchen mot Frankrike vid OS i London 1908. Från 1935 redigerade han bokserien Dansk Fodbold.
Gandil var även en god sprinter och vann 1902 det danska mästerskapet på 100 meter på tiden 12,2 sekunder.